# The Four. Bitwa o sławę
The Four. Bitwa o sławę – polski program telewizyjny typu talent show oparty na formacie The Four emitowany w 2020 roku na antenie telewizji Polsat. Uczestnicy programu biorą udział w muzycznych pojedynkach ze zwycięzcami poprzednich pojedynków, nazywanymi „Wielką Czwórką”.

## Produkcja
Program powstał na podstawie formatu The Four opracowanego przez Armoza Formats, którego pierwszą wersję nadawano w Stanach Zjednoczonych na kanale FOX pod nazwą The Four. Battle for Stardom.
Produkcję polskiej wersji programu powierzono przedsiębiorstwu Rochstar.
14 marca 2020 roku, po emisji drugiego odcinka, Telewizja Polsat podała do informacji, że w związku z rozprzestrzenianiem się koronawirusa w Polsce nagrania do programu zostały zawieszone. Program powrócił na antenę jesienią, jednak jego długość skrócono z ośmiu do pięciu odcinków.

## Zasady programu
Program otwiera czworo wokalistów, którzy zasiadają na „gorących krzesłach” – tworzą oni tzw. Wielką Czwórkę. Kolejni uczestnicy mają szansę wyzwać jednego z nich na pojedynek i zająć jego miejsce.
Uczestnik wykonuje piosenkę przed trzyosobowym jury, które ocenia jego występ. Jeśli nie uzyska od jurorów trzech pozytywnych głosów – kończy udział w programie. W przypadku jednomyślności jury uczestnik może wziąć udział w pojedynku przeciwko wybranemu przez siebie wokaliście z Wielkiej Czwórki. W ramach pojedynku zawodnicy wykonują osobno po jednej piosence. Po ich występach zgromadzona w studiu publiczność decyduje o tym, który z uczestników pozostaje w programie i staje się członkiem Wielkiej Czwórki, a który odpada z programu. Wygranie pojedynku gwarantuje awans do kolejnego odcinka – tzn. w jednym odcinku dany uczestnik nie może wziąć udziału w więcej niż jednym pojedynku.
Wstępne plany zakładały, że cała edycja konkursu miała trwać osiem odcinków (siedem eliminacyjnych i finał), ale ostatecznie składała się z pięciu odcinków (czterech eliminacyjnych i zmodyfikowanego finału). Uczestnicy wchodzący w skład Wielkiej Czwórki po czwartym odcinku automatycznie weszli do finału edycji. Ponadto przyznano dwa dodatkowe miejsca w finale: jednej osobie za sprawą głosowania internautów (które odbywało się przez całą dobę, 7 listopada), a drugiej – decyzją jury programu. Drugą szansę mogły otrzymać tylko osoby, które znalazły się wcześniej w Wielkiej Czwórce.
Zasady odcinka finałowego: dwie osoby, które wróciły do gry, wybierają w pierwszej części finału konkurenta z Wielkiej Czwórki i toczą pojedynek na zasadach analogicznych do poprzednich odcinków, z tą różnicą, że o zwycięzcy pojedynku decydują widzowie przed telewizorami. Wyłoniona w ten sposób finałowa Wielka Czwórka bierze udział w dwóch kolejnych pojedynkach, lecz o ich zwycięzcach decyduje jury (wygraną można osiągnąć dwoma lub trzema głosami). Ostatnich dwóch uczestników (zwycięzców poprzednich pojedynków) wykonuje po jednej piosence po raz ostatni, a zwycięzcę wybierają widzowie w głosowaniu.
Nagrodami głównymi dla zwycięzcy programu są kontrakt z wytwórnią muzyczną oraz 100 000 złotych.

## Prowadzący i jurorzy
Funkcję prowadzącej program objęła Natalia Szroeder. Jurorami programu byli Natalia Nykiel, Igor Herbut i Kuba Badach.

## Uczestnicy i wyniki
Wielka Czwórka
W skład pierwszej „Wielkiej Czwórki” weszli: Jakub Krupski, Karolina Leszko, Sami Harb i Sabina Jeszka.
| Odcinek | Wielka Czwórka (na początku odcinka) | Wielka Czwórka (na początku odcinka) | Wielka Czwórka (na początku odcinka) | Wielka Czwórka (na początku odcinka) |
| ------- | ------------------------------------ | ------------------------------------ | ------------------------------------ | ------------------------------------ |
| 1.      | Jakub Krupski                        | Karolina Leszko                      | Sami Harb                            | Sabina Jeszka                        |
| 2.      | Julia Szwajcer                       | Karolina Leszko                      | Sami Harb                            | Filip Czarnecki                      |
| 3.      | Ewa Ekwa                             | Karolina Leszko                      | Sami Harb                            | Filip Czarnecki                      |
| 4.      | Magdalena Krzemień                   | Karolina Leszko                      | Sami Harb                            | Martin Fitch                         |
| 5.      | Magdalena Krzemień                   | Karolina Leszko                      | Sami Harb                            | Martin Fitch                         |

Wyniki finału
| Uczestnik          | Rezultat                                              |
| ------------------ | ----------------------------------------------------- |
| Magdalena Krzemień | zwycięstwo                                            |
| Karolina Leszko    | przegrana w ścisłym finale (decyzją widzów)           |
| Sami Harb          | przegrana w pierwszym etapie finału (decyzją jurorów) |
| Filip Czarnecki    | przegrana w pierwszym etapie finału (decyzją jurorów) |
| Sabina Jeszka      | przegrany pojedynek przed finałem (decyzją widzów)    |
| Martin Fitch       | przegrany pojedynek przed finałem (decyzją widzów)    |

## Emisja programu
| Seria       | Seria | Odcinki | Sezon                | Początek emisji   | Koniec emisji | Pora emisji  |
| ----------- | ----- | ------- | -------------------- | ----------------- | ------------- | ------------ |
|             | 1.    | 1–5 (5) | wiosna 2020          | 7 marca 2020      | 14 marca 2020 | sobota 20.05 |
| jesień 2020 | 1.    | 1–5 (5) | 30 października 2020 | 13 listopada 2020 | piątek po 22  |              |

W marcu 2020 roku produkcja i emisja programu zostały wstrzymane ze względu na pandemię COVID-19. 16 października telewizja Polsat wznowiła emisję programu, zaczynając od powtórzenia dwóch wydań wyemitowanych wiosną. Dwa tygodnie później powróciła premierowa emisja talent show: dwóch nagranych wcześniej odcinków, a także finału na żywo, podczas którego zwycięzcę w głosowaniu wybrali widzowie.

## Oglądalność w telewizji linearnej
Dane dotyczące oglądalności zostały oparte na badaniach przeprowadzonych przez Nielsen Audience Measurement i dotyczą wyłącznie oglądalności premiery telewizyjnej – nie uwzględniają oglądalności powtórek, wyświetleń w serwisach VOD (np. ipla) itd.
| Odcinek           | Widownia                        | Widownia                                  |
| ----------------- | ------------------------------- | ----------------------------------------- |
| 1.                | 823 262 (7 marca 2020)          | 525 235 (16 października 2020 – powtórka) |
| 2.                | 898 429 (14 marca 2020)         | 556 576 (23 października 2020 – powtórka) |
| 3.                | 456 865 (30 października 2020)  | 456 865 (30 października 2020)            |
| 4.                | 517 532 (6 listopada 2020)      | 517 532 (6 listopada 2020)                |
| 5.                | ok. 0,5 mln (13 listopada 2020) | ok. 0,5 mln (13 listopada 2020)           |
| Średnia (premier) | ok. 0,6–0,7 mln                 | ok. 0,6–0,7 mln                           |